# Sandro Alessandro Pignatti
Sandro Alessandro Pignatti (Venecia, 28 de septiembre de 1930-13 de junio de 2025) fue un botánico italiano.
Sus investigaciones se centran en ecología, fitogeografía, flora, y vegetación, con particular énfasis sobre los ecosistemas mediterráneos y alpinos.
Es autor de "Tratado de Florística" relativo al total del territorio nacional.

## Formación y carrera
Fue alumno del Colegio Ghislieri, y se diploma en Ciencias Naturales en 1954 en la Universidad de Pavía. Fue Asistente del Prof. a cargo de Botánica en Pavia, de 1955 a 1958, en Padua; profesor ordinario de Botánica en Trieste de 1962 a 1982; profesor de Ecología Vegetal en Roma de 1983 a 1988; y del 1 de noviembre de 1988 es profesor ordinario de Ecología en la Universidad de Roma "La Sapienza". Actualmente es profesor emérito en la misma. 
Ha desarrollado una serie de conferencias en la "Universidad Soka" de Tokio sobre los problemas de la educación ambiental. Desde 1982 colabora con las actividades de la Schulnaturzentrum de Hannover sobre problemáticas de resguardo de la vegetación europea.
Es miembro del Instituto Véneto de Cienziase, Letras y Artes, de la Academia de las Ciencias de Turín, de la Academia Eslovena, de la Academia Nacional de Ciencias Argentina, Córdoba, de la Academia Europea de Bolzano; socio honorario de la Academia Italiana de Ciencias Forestales y "Gran Oficial" al Mérito de la República Italiana. Desde 1999 es socio Nacional de la Accademia Nazionale dei Lincei.

## Algunas publicaciones
- Pignatti S. 1982 Flora d'Italia. Edagricole, Boloña
- Pignatti S; B Trezza. 2000 Assalto al pianeta. Bollati Boringhieri, Turín
- Pignatti S. 1998 I boschi d'Italia. UTET, Turín
- Pignatti S., 1994 Ecologia del Paesaggio. UTET, Turín

- La abreviatura «Pignatti o Pign.» se emplea para indicar a Sandro Alessandro Pignatti como autoridad en la descripción y clasificación científica de los vegetales.[3]